# Vũng biển
Trong địa lý, một vũng biển hay vụng biển (hay còn gọi là vũng ven bờ , chỗ lõm vào, chỗ cong, khúc uốn) là một khúc cong theo đường bờ biển, sông, hay đặc điểm địa lý khác. Bight thường chỉ ra một vịnh lớn và mở, thường chỉ một chút lùi lại. Bight khác với sound (địa lý) do nó nông hơn.